# 香港版權保護
香港特別行政區政府除了有海關負責打擊「盜版」貨品及網上「非法下載」行為外，亦設有知識產權署負責宣傳反盜版訊息。
此外，香港鈔票圖樣設有版權，版權屬於發鈔銀行。而香港政府亦擁有所有法例的版權，一般而言，所有政府憲報、公文之版權亦是歸香港政府所有，香港市民在未經政府同意下是不能對它們進行所有違反香港特別行政區版權條例的事情。
香港政府致力維護商人權益，防止他們的商品被人仿冒或複製，使香港成為一個接近零盜版的社會，這為商人帶來一個良好的投資環境。